# Provincia di Rodríguez de Mendoza
La provincia di Rodríguez de Mendoza è una provincia del Perù, situata nella regione di Amazonas.

## Geografia antropica

### Suddivisioni amministrative
È divisa in 12 distretti:
- Chirimoto
- Cochamal
- Huambo
- Limabamba
- Longar
- Mariscal Benavides
- Milpuc
- Omia
- San Nicolás
- Santa Rosa
- Totora
- Vista Alegre